# Don Eigler
Donald Eigler är en amerikansk fysiker verksam på IBM Research Centre i San Jose, Kalifornien. Här har han tidigare varit forskningsledare för ett projekt i sveptunnelmikroskopi vid låga temperaturer. Hans forskningsgrupp ägnar sig nu åt att försöka förstå fysiken i nanometersmå komponenter och tillämpa dem för olika uppgifter inom datoranvändning.

## Biografi
Eigler studerade vid University of California, San Diego och tog härifrån sin kandidatexamen år 1975 och doktorsexamen 1984.
Han är mest känd för att han år 1989 blev den första någonsin att manipulera enskilda atomer. Till sin hjälp hade han ett sveptunnelmikroskop och med hjälp av tunnelströmmen kunde han flytta xenonatomer och stava ordet ’’IBM’’ med hjälp av dem.
Detta var en banbrytande prestation och bevisade att nanoteknik faktiskt är möjligt. Den visade att atomers fysikaliska egenskaper, såsom deras elektriska eller magnetiska laddningar, kan manipuleras och kanske också skulle kunna användas för att bygga små maskiner i molekylstorlek.
Sedan dess har hans grupps forskning resulterat i en rad olika uppfinningar, bland annat så kallade ’’quantum corrals’’, en ring av atomer som kanske kan användas i framtidens nanosmå processorer.
Tack vare sin framstående forskning har Eigler fått flera priser och utmärkelser genom åren. År 2010 tog han emot Kavlipriset i nanoteknik tillsammans med Nadrian Seeman med motiveringen: ’’För utvecklandet av helt nya metoder med vilka man kan kontrollera material på nanometernivå.’’

### Fotnoter
1. ↑  läs online, www.aps.org , läst: 6 oktober 2018.[källa från Wikidata]
2. ↑  ”Arkiverade kopian”. Arkiverad från originalet den 24 juni 2012. https://web.archive.org/web/20120624094337/http://www.kavliprize.no//artikkel/vis.html?tid=49247. Läst 7 augusti 2012.